# 1434 Маргот
1434 Маргот (енгл. 1434 Margot) је астероид главног астероидног појаса. Приближан пречник астероида је 29,65 ,
а средња удаљеност астероида од Сунца износи 3,018 астрономских јединица (АЈ).
Инклинација (нагиб) орбите у односу на раван еклиптике је 10,815 степени, а орбитални период износи 1915,351 дана (5,243 година). Ексцентрицитет орбите астероида износи 0,061.
Апсолутна магнитуда астероида износи 10,43 а геометријски албедо 0,135.
Астероид је откривен 19. марта 1936. године.